# Lançadeira do malato-aspartato
A lançadeira do malato-aspartato é um conjunto de reações que transporta os equivalentes de redução produzidos no citosol durante a glicólise ao interior da mitocôndria. Funciona essencialmente no fígado, rim e coração.
A membrana mitocondrial interna é impermeável ao NADH., de modo que este precisa ser reoxidado a NAD+, transferindo seus elétrons ao oxalacetato, para que a entrada do poder redutor na matriz mitocondrial seja possível. Desse modo, a lançadeira malato-aspartato irá desempenhar o papel de transportadora de elétrons. A lançadeira utiliza várias moléculas que também funcionam como intermediários de vias metabólicas importantes como oxalacetato e o malato do ciclo do ácido cítrico.

## Componentes
- Enzima malato desidrogenase: na matriz mitocondrial e espaço intermembranal
- Enzima aspartato transferase: na matriz mitocondrial e espaço intermembranal
- Transportador malato-α-cetoglutarato: membrana mitocondrial interna
- Transportador glutamato-aspartato: membrana mitocondrial interna

## Mecanismo
- NADH citosólico reduz o oxacacetato no citosol, em malato (catalisada pela malato desidrogenase);
- Na mitocôndria, o malato é oxidado também por uma outra isoforma de malato desidrogenase, mitocondrial, que utiliza o NAD+ como coenzima;
- O oxalacetato produzido pela mitocôndria é transaminado a aspartato;
- Esse sai da mitocondria, pela translocase glutamato-aspartato, e no citosol é regenerado a oxalacetato, por uma aspartato aminotransferase;
- O NADH produzido no citosol é regenerado na matriz mitocondrial nesse processo. O resto da lançadeira é responsável pela devolução do oxalacetato a matriz citosólica.[2]